# Cliffortia pedunculata
Cliffortia pedunculata är en rosväxtart som beskrevs av Rudolf Schlechter. Cliffortia pedunculata ingår i släktet Cliffortia och familjen rosväxter. Inga underarter finns listade i Catalogue of Life.